# Земская марка
Зе́мские почто́вые ма́рки — специальные знаки почтовой оплаты, которые выпускались уездными земствами в Российской империи для оплаты услуг по доставке почтовой корреспонденции между государственными почтовыми отделениями и местными жителями уездов.

## История
В Российской империи отрасль связи была недостаточно развитой и не имела единой организации. Почта и телеграф находились в ведении государства. Согласно «Положению о земских учреждениях» от 1 января 1864 года в России были образованы земства — органы местного самоуправления. Прямое разрешение устраивать почты для перевозки частной и прочей корреспонденции было официально дано земствам в 1870 году указом Правительствующего сената. Тогда этим воспользовались немногие. В 1871 году были изданы новые правила относительно учреждений земских почт, которые и стали основными, после чего началось массовое открытие земских почт. Одновременно им предоставили право иметь и свои почтовые марки, но с тем непременным условием, чтобы марки эти по своему рисунку не имели ничего общего с марками государственной почты.
В каталоге «Земские почтовые марки», изданном под редакцией Ф. Г. Чучина в 1925 году и в некоторых других источниках, указано, что первая земская марка появилась в Шлиссельбургском уезде Санкт-Петербургской губернии в 1865 году. Однако исследователь земских марок и автор ряда статей о земской почте Ю. Рудников, на основании архивных документов, доказал, что почта в Шлиссельбургском уезде была открыта лишь в 1877 году. По всей видимости, первая земская марка была выпущена в Верхнеднепровском уезде Екатеринославской губернии 1 декабря 1866 года.
Земская почта существовала практически во всех уездах, но правом выпуска марок воспользовались лишь 121 уездная земская управа; но некоторые из них впоследствии приостановили дальнейший выпуск почтовых знаков, так что в 1888 году почтовые знаки существовали в 103 уездах. Впоследствии число уездов, выпускавших земские марки, возросло. Некоторые земства имели марки с талонами: при сдаче письма от наклеиваемой марки отрезался талон, на котором проставляли номер наклеенной марки, число, месяц и год и роспись приёмщика. Некоторые земства, вместо купонов, пронумеровывали марки. Земские управы, где пересылка была бесплатна или оплачивалась наличными деньгами, марок не заказывали.
Одновременно с марками в некоторых местах выпускали и штемпельные конверты и маркированные почтовые карточки. Бандероли для пересылки печатных произведений земства выпустили даже раньше, чем появились правительственные бандероли. Некоторые земства ввели долговые, или неоплаченные, марки и конверты. Лубенское земство ввело даже марки на годовую подписку.
Начиная с 1884 года выпуск земских марок перешёл в ведение правительства и их стали печатать в Экспедиции заготовления государственных бумаг.

## Описание
Номиналы земских почтовых марок были следующими: ½, 1, 2, 3, 4, 5, 6, 10 и 25 копеек (марки в ½ копеек употребляли для отправки газет и журналов по назначению).
Земские марки имели самую разнообразную форму — ромбов, квадратов, кругов, овалов. Печатались также разнообразными способами; среди них есть отпечатанные на гектографе и оттиснутые с медного штампа.
Зубцовка некоторых марок производилась на швейной машине. Так, например, «один экономист с морской душой», умевший работать на швейной машинке, делал с её помощью зубцовку некоторых земских марок.
Встречается до 3000 только основных разновидностей земских марок, что в 75 раз больше, чем государственных почтовых марок Российской империи.

## Классификация

### Стандартные типы дизайна
Марки, издававшиеся с 1884 года Экспедицией заготовления государственных бумаг, имели всего пять установленных стандартных типов дизайна — по названиям уездов, для которых впервые выпускали подобные марки:
- островский (1884),
- арзамасский (1890),
- бахмутский (впервые появился на марках Белозёрского и Елецкого уездов в 1884 году),
- петрозаводский (1901[11]) и
- ардатовский (1902).

При этом для марок других уездов менялось лишь название, а рисунок оставался тем же.
Первые заказы на изготовление земских почтовых марок в ЭЗГБ разместили Арзамасский, Лебединский и Островский уезды.

### По содержанию рисунка
Земские марки по содержанию рисунка подразделяются на три вида:
1. Марки, содержащие только надписи (наименование уездной земской почты, номинал):
 — с надписями без рисунка или с рамкой (в одну или две линии);
 — с элементарным рисунком фона, штриховкой и дополнительными надписями;
 — с развитыми декоративными элементами (короны, почтовые рожки и сумки, мантии и т. п.), фоном и штриховкой.
2. Марки с изображением уездных и губернских гербов.
3. Юбилейные (коммеморативные) марки, а также подражающие зарубежным и русским государственным маркам.
| Коммеморативные земские марки | Коммеморативные земские марки | Коммеморативные земские марки |
| ----------------------------- | ----------------------------- | ----------------------------- |
|                               |                               |                               |

## Распространение
В общей сложности земская почта со своими марками была организована в 33 губерниях, в 53 % всех уездов, и просуществовала до 1918 года. За это время земскими управами 162 уездов было выпущено 2427 основных марок, имевших хождение только на территории уезда. По другим сведениям, за период с 1865 по 1915 год в обращение поступило 1634 марки:
| Период    | Количество земств-эмитентов | Количество выпущенных марок |
| --------- | --------------------------- | --------------------------- |
| 1865—1869 | 30                          | 53                          |
| 1870—1879 | 102                         | 433                         |
| 1880—1889 | 92                          | 469                         |
| 1890—1899 | 70                          | 331                         |
| 1900—1915 | 48                          | 348                         |

Отдельными земствами было выпущено следующее количество марок:
| Уезд              | Количество марок | Уезд                | Количество марок | Уезд              | Количество марок | Уезд             | Количество марок |  |
| ----------------- | ---------------- | ------------------- | ---------------- | ----------------- | ---------------- | ---------------- | ---------------- |  |
| Алатырский        | 2                | Дмитровский         | 2                | Малмыжский        | 13               | Сарапульский     | 7                |  |
| Александрийский   | 14               | Днепровский         | 10               | Малоархангельский | 4                | Саратовский      | 3                |  |
| Ананьевский       | 11               | Донецкий            | 2                | Мариупольский     | 4                | Скопинский       | 15               |  |
| Ардатовский       | 13               | Духовщинский        | 13               | Мелитопольский    | 11               | Смоленский       | 2                |  |
| Арзамасский       | 29               | Егорьевский         | 12               | Моршанский        | 32               | Соликамский      | 50               |  |
| Аткарский         | 20               | Екатеринбургский    | 48               | Никольский        | 8                | Сорокский        | 10               |  |
| Ахтырский         | 3                | Екатеринославский   | 2                | Новгородский      | 20               | Спасский         | 25               |  |
| Балашовский       | 2                | Елецкий             | 29               | Новоладожский     | 7                | Ставропольский   | 7                |  |
| Бахмутский        | 2                | Елисаветградский    | 41               | Новомосковский    | 1                | Старобельский    | 38               |  |
| Бежецкий          | 30               | Задонский           | 61               | Новоржевский      | 2                | Старорусский     | 3                |  |
| Белебеевский      | 15               | Землянский          | 3                | Новоузенский      | 1                | Суджанский       | 4                |  |
| Белозерский       | 111              | Зеньковский         | 68               | Нолинский         | 33               | Сумской          | 14               |  |
| Бердянский        | 3                | Золотоношский       | 26               | Одесский          | 2                | Сызранский       | 1                |  |
| Бобровский        | 11               | Ирбитский           | 23               | Опочецкий         | 7                | Тамбовский       | 3                |  |
| Богородский       | 185              | Кадниковский        | 29               | Оргеевский        | 24               | Тверской         | 14               |  |
| Богучарский       | 2                | Казанский           | 2                | Осинский          | 50               | Тетюшский        | 3                |  |
| Борисоглебский    | 4                | Камышловский        | 9                | Осташковский      | 7                | Тираспольский    | 4                |  |
| Боровичский       | 18               | Касимовский         | 5                | Остерский         | 1                | Тихвинский       | 42               |  |
| Бронницкий        | 6                | Каширский           | 1                | Островский        | 8                | Тотемский        | 11               |  |
| Бугульминский     | 22               | Кирилловский        | 22               | Острогожский      | 5                | Тульский         | 4                |  |
| Бугурусланский    | 11               | Кобелякский         | 25               | Оханский          | 31               | Уржумский        | 11               |  |
| Бузулукский       | 38               | Козелецкий          | 2                | Павлоградский     | 5                | Усть-Сысольский  | 49               |  |
| Валдайский        | 6                | Кологривский        | 2                | Пензенский        | 16               | Устюженский      | 25               |  |
| Валковский        | 18               | Коломенский         | 58               | Переславский      | 8                | Харьковский      | 36               |  |
| Васильсурский     | 5                | Константиноградский | 10               | Переяславский     | 29               | Хвалынский       | 6                |  |
| Велико-Устюжский  | 1                | Корчевской          | 7                | Пермский          | 29               | Херсонский       | 14               |  |
| Вельский          | 26               | Котельнический      | 32               | Петрозаводский    | 14               | Холмский         | 5                |  |
| Верхнеднепровский | 11               | Крапивенский        | 5                | Пирятинский       | 1                | Чембарский       | 5                |  |
| Верхотурский      | 10               | Краснинский         | 31               | Подольский        | 20               | Чердынский       | 41               |  |
| Весьегонский      | 23               | Красноуфимский      | 10               | Полтавский        | 151              | Череповецкий     | 7                |  |
| Ветлужский        | 6                | Кременчугский       | 33               | Порховский        | 8                | Черкасский       | 1                |  |
| Волчанский        | 2                | Кузнецкий           | 5                | Прилукский        | 10               | Чернский         | 20               |  |
| Вольский          | 5                | Кунгурский          | 17               | Псковский         | 44               | Чистопольский    | 6                |  |
| Вятский           | 2                | Лаишевский          | 9                | Пудожский         | 12               | Шадринский       | 48               |  |
| Гадячский         | 50               | Лебединский         | 17               | Ржевский          | 29               | Шацкий           | 40               |  |
| Гдовский          | 13               | Лебедянский         | 19               | Ростовский        | 13               | Шлиссельбургский | 1                |  |
| Глазовский        | 20               | Ливенский           | 11               | Ряжский           | 4                | Щигровский       | 2                |  |
| Грязовецкий       | 124              | Лохвицкий           | 85               | Рязанский         | 25               | Яренский         | 2                |  |
| Данковский        | 18               | Лубенский           | 13               | Самарский         | 1                | Ясский           | 3                |  |
| Демянский         | 1                | Лужский             | 17               | Сапожковский      | 26               |                  |                  |  |
| Дмитриевский      | 1                | Льговский           | 9                | Саранский         | 1                |                  |                  |  |

## Каталоги земских марок
Каталоги и справочники земских почтовых марок одновременно являются прейскурантами и выходили как на русском, так и на иностранных языках.
Первый в мире каталог земских марок, подготовленный С. Копровским, был издан на французском языке в 1875 году Ж.-Б. Моэнсом в Брюсселе, который переиздавался там же в 1892 году. В 1888 году в Киеве был отпечатан первый каталог земских марок на русском языке, который включал также описание земских почтовых конвертов и бандеролей.
В первой половине XX века в Германии выходили каталоги Карла Шмидта, в том числе в соавторстве с Агафоном Фаберже; при этом каталог Шмидта 1932 года издания («Большой Шмидт»), считается наиболее полным и авторитетным.
Один из известных ранних каталогов земских почтовых марок был составлен и опубликован Ф. Г. Чучиным в 1925 году. Репринтное издание этого каталога появилось в 1991 году.
Известен ещё один каталог земских марок на французском языке, выпущенный в Лионе в 1978 году.
Первым каталожным изданием новейшего времени по земским маркам является каталог-справочник «Марки земской почты России» в двух томах. Он был опубликован журналом «Филателия» в 1998 году; его авторы — О. Полторак и Ю. Гуревич.
В 2004 году вышел в свет «Каталог марок земских почт России. 1866—1919», подготовленный Ю. Е. Гуревичем с соавторами на основе каталога Карла Шмидта 1932 года. Имеется CD-версия этого каталога.
Ниже даётся библиографическое описание основных каталожных изданий (в алфавитном порядке), в которых систематизированы известные выпуски земских почтовых марок:
- Гуревич Ю. Е., Полторак О. М., Стребулаев И. А. Каталог марок земских почт России. 1866—1919. — М., 2004. — 556 с. (Дата обращения: 30 ноября 2008) (недоступная ссылка) Проверено 1 июня 2018.
- Каталог земских почтовых марок / Под ред. Ф. Г. Чучина. — М.: Изд-во Уполномоченного по филателии и бонам в СССР, 1925. — 228 с. - Тираж 2000 экз.  Архивировано 3 августа 2014 года. Репринтное издание: Каталог земских почтовых марок / Кол. авт. Орг. Уполномоч. по филателии и бонам в СССР; Сост. С. С. Антонов, Л. Л. Брейтфус, А. А. Крауз и др. — Репр. изд. — М.: Б/и, 1991. — 178 + xlv + [1] c. (Дата обращения: 23 апреля 2011)
- Полторак О., Гуревич Ю. Марки земской почты России. Каталог-справочник // Филателия. — 1998. — № 4, 5, 7, 9, 10, 11; 1999. — № 2, 3, 5, 7, 9, 10, 12.
- Почтовые марки России и СССР. Специализированный каталог. Т. 2. Земство. 2009/10 / Под ред. В. Ю. Соловьёва. — М.: ИздАТ, 2009. — 194 с. — ISBN 978-5-86656-237-4.
- Трусов П., А. Ямсков. "Служебные марки земских управ России. Каталог-определитель" Москва, 2008, 152 с.
- Чудовский Д. Описание русских земских почтовых марок, конвертов и бандеролей. — Киев, 1888.
- Catalogue des timbres de poste locale Russe zemstvos. — Lyon, 1978. (фр.)
- Koprowski S. Les Timbres-poste ruraux de russie: nomenclature générale de tous les timbres connus jusqu’a ce jour avec leurs prix de-vente: précédé d’une introduction sur l’histoire des postes rurales, avec notes géographiques et historiques. — Bruxelles: J.-B. Moens, 1875. — 108 p. + xxiii. (фр.)
- Moens J.-B. Catalogue prix-courant de timbres-poste. — Bruxelles, 1892. (фр.)
- Schmidt C., Fabergé A. Die Postwertzeichen der russischen Landschaftsaemter: Beitraege zur Kunde dieser Marken. Achtyrka — Donez. — Dresden, Germany: Sektion «St.-Petersburg» des Internationalen Philatelisten Vereins «Dresden», 1900a. — Bd. 1. — 410 S. (нем.)[≡][≡] (Дата обращения: 1 февраля 2016) Архивировано 4 марта 2011 года.
- Schmidt C., Fabergé A. Die Postwertzeichen der russischen Landschaftsaemter: Beitraege zur Kunde dieser Marken. Duchowschtschina — Kusnezk. — Dresden, Germany: Sektion «St.-Petersburg» des Internationalen Philatelisten Vereins «Dresden», 1900b. — Bd. 2. — 368 S. (нем.)[≡] (Дата обращения: 1 февраля 2016) Архивировано 4 марта 2011 года.
- Schmidt C. Die Postwertzeichnen der russischen Landschaftsämter. — Charlottenburg, Germany, 1932. (нем.)[≡][≡]
- Schmidt C. Sammlung russischer Landschaftsmarken im Reichspostmuseum, Berlin: Katalogmässig / Bearbeitet und mit Schätzungspreisen versehen von C. Schmidt. — Berlin—Lichterfelde, Germany: Selbstverlag des Verfassers, [1934]. — 198 S. (нем.)[≡]

- Каталоги земских марок Карла Шмидта и Агафона Фаберже
- Шмидт и Фаберже (1900a)[^]
- Каталог «Большой Шмидт» (1932)[^]
- Страницы из «Большого Шмидта» (1932)[^]
- Шмидт (1934)[^]

## В литературе
Герой романа Ильфа и Петрова «Двенадцать стульев» Ипполит Матвеевич Воробьянинов, будучи предводителем дворянства слыл заядлым филателистом. Узаконив в земстве в 1912 году выпуск марки Старгородской земской почты в количестве двух экземпляров, он собственноручно разбил клише. На нижайшую просьбу знаменитого английского коллекционера мистера Энфилда из Глазго, собравшего полную коллекцию русских земских марок, продать ему одну из них за любые деньги Киса Воробьянинов написал весьма невежливый ответ латинскими буквами: «Накося выкуси!». О том, как могли бы дальше развиваться события в мировой истории, можно почитать в криптоисторическом произведении Сергея Синякина «Марки нашей судьбы».